# Elle: A Modern Cinderella Tale
Elle: A Modern Cinderella Tale (titulada en español Elle: un moderno cuento de Cenicienta) es una comedia romántica musical estadounidense de 2010. La película narra la historia de Elle y sus aspiraciones de lograr la fama, pero para alcanzarla deberá afrontar una serie de obstáculos como la repentina muerte de sus padres. Está protagonizada por Ashlee Hewitt, Sterling Knight, Brandon Mychal Smith y Kiely Williams.

## Argumento
Elle Daniels (Ashlee Hewitt) es una chica común y corriente, pero que quiere ser una gran cantante y compositora, pero sus sueños se ven interrumpidos por la repentina muerte de sus padres, los cuales la apoyaban. Sin más familiares en la ciudad, ella se muda con su tío adoptivo Allen (Thomas Calabro), quien dirige un pequeño sello discográfico independiente, que tiene al famoso grupo llamado "Sensación", que tiene a su mayor estrella llamada Stefanny (Katherine Bailess), una gran cantante y bailarina, pero que es el dolor de cabeza de Elle. El entorno de la música pop del grupo "Sensación", es muy diferente a lo que Elle está acostumbrada. Ella tiene sentimientos de pérdida, frustración y culpa, causada por el hecho de que sus padres habían sido el camino para alcanzar sus sueños. Pero cuando conoce a Ty Parker (Sterling Knight), que es un famoso cantante que tiene una pasión por la música "real", sus sentimientos de culpa se liberan a través de un renovado interés por el canto y la composición.

## Reparto
- Ashlee Hewitt como Elle Daniels
- Sterling Knight como Ty Parker.
- Thomas Calabro como Allen.
- Kiely Williams como Kandi Kane/Brenda Smirkle.
- Katherine Bailess como Stephanie.
- Nicole Tyler como Becky.
- Emma Winkler como Jikamie.
- Hing Juliette-Lee como Kit.
- Brandon Mychal Smith como TJ.
- Shawn-Caulín Young como Andy.

- Datos: Q1331770